# Leucas beddomei
Leucas beddomei là một loài thực vật có hoa trong họ Hoa môi. Loài này được (Hook.f.) Sunojk. & P.Mathew mô tả khoa học đầu tiên năm 2002.